# Anii 390
Secole: Secolul al III-lea - Secolul al IV-lea - Secolul al V-lea
Decenii: Anii 340 Anii 350 Anii 360 Anii 370 Anii 380 - Anii 390 - Anii 400 Anii 410 Anii 420 Anii 430 Anii 440
Ani: 390 | 391 | 392 | 393 | 394 | 395 | 396 | 397 | 398 | 399